# Asyngria nigripuncta
Asyngria nigripuncta is een vlinder uit de familie van de uraniavlinders (Uraniidae). De wetenschappelijke naam van de soort is voor het eerst geldig gepubliceerd in 1902 door Paul Dognin. Hij duidde deze soort aan als de typesoort van het nieuwe geslacht Asyngria dat verwant is aan Hemioplisis.
Deze vlinder werd aangetroffen nabij Loja in Ecuador.